# 折橋家
折橋家（折橋氏、）は、越中国射水郡浅井郷で、代々同地の十村役を務めた氏家。

## 解説
遠祖は、佐々木五郎左衛門心願で、元は信濃国水内郡折橋村に居住していたが、天正年間に射水郡島村に移住して折橋を名乗る郷士となった。
1635年（寛永12年）に十村肝煎に任じられ、1648年（慶安元年）に十村役に任命された際には折しも施行された改作法の実施に貢献。1657年（明暦3年）には前田利常から青葉の御印を受け、代々扶持人・十村・年寄役などとして、明治3年の十村制廃止まで11代にわたって、民政にあたった。

## 歴代当主
●越中在住初代　折橋主馬助左衛門：天正年間、浅井郷島村に居住して、佐々成政に仕え、折橋を苗字とする郷士となった。寛永2年没。
●越中在住二代　彌次郎（彦七）：成政の部下寺島甚助の旗下として、天正17年討死。
●越中在住三代　四郎左衛門：慶長年間、一郷の肝煎を務める。寛永20年病没。
●役儀初代　次郎右衛門政敏：寛永12年、十村肝煎に任じられる。万治2年没。
●役儀二代　次郎右衛門（仁右衛門）：射水郡のうち37か村の支配を任せられる。天和元年没。
●役儀三代　九郎兵衛政礼：礪波郡戸出村十村の川合又八と芹谷野用水を開削する。天和2年没。
●役儀四代　六郎右衛門政好
●役儀五代　次郎右衛門
●役儀六代　助左衛門
●役儀七代　六郎右衛門
●役儀八代　善兵衛
●役儀九代　儀左衛門
●役儀十代　理三郎
●役儀十一代　二策（九郎兵衛、仁左衛門）